# Marlen Esparza
Marlen Esparza, född 29 juli 1989 i Houston, Texas, är en amerikansk boxare som tog OS-brons i flugviktsboxning 2012 i London. 